# Henry Colles
Henry Cope Colles, född 1879, död 1943, var en brittisk musikskriftställare.
Colles var från 1911 förste musikkritiker i The Times. Han utbildades bland annat vid Royal College of Music i London och blev 1919 lärare i musikhistoria och musikteori där. Colles har bland annat utgett Brahms (1909), The Growth of Music (1912-1916) samt 3:e upplagan av Groves Dictionary of Music and Musicians (1927-1928).